# Xixuthrus
Xixuthrus is een kevergeslacht uit de familie van de boktorren (Cerambycidae). De wetenschappelijke naam van het geslacht werd voor het eerst geldig gepubliceerd in 1864 door Thomson.

## Soorten
Xixuthrus omvat de volgende soorten:
- Xixuthrus helleri (Lameere, 1903)
- Xixuthrus arfakianus (Lansberge, 1884)
- Xixuthrus axis Thomson, 1877
- Xixuthrus bufo Thomson, 1878
- Xixuthrus costatus (Montrouzier, 1855)
- Xixuthrus domingoensis Fisher, 1932
- Xixuthrus ganglbaueri Lameere, 1912
- Xixuthrus granulipennis Komiya, 2000
- Xixuthrus gressitti Marazzi, Marazzi & Komiya, 2006
- Xixuthrus heros (Heer, 1868)
- Xixuthrus lameerei Marazzi, Marazzi & Komiya, 2006
- Xixuthrus lansbergei (Lameere, 1912)
- Xixuthrus lunicollis Lansberge, 1884
- Xixuthrus microcerus (White, 1853)
- Xixuthrus nycticorax Thomson, 1877
- Xixuthrus solomonensis Marazzi & Marazzi, 2006
- Xixuthrus terribilis Thomson, 1877
- Xixuthrus thomsoni Marazzi, Marazzi & Komiya, 2006